# ده مولا
ده مولا یک روستا در شهرستان شازند در ایران است که در مالمیر واقع شده‌است. ده مولا ۱۰۵ نفر جمعیت دارد.